# Бар (релеф)
Бар (на френски: barre) е тясна наносна ивица суша, отделяща лагуна или устие на река от морето.
Различават се 2 вида барове: брегови и приустиеви, които от своя страна могат да бъдат надводни и подводни.
- Бреговият бар е изграден от пясък, мидени черупки, баластра и по-рядко от филц. Образува се в резултат от вълновото преместване на морски наноси. Някои барове се простират успоредно на брега на стотици km, например Арабатската стрелка в Азовско море е дълга около 200 km.[1]
- Приустиевият бар представлява подводен или надводен вал, разположен пред устието на река. Образува се в процеса на натрупване на наносен речен материал в местата на вливането на речна вода в морето.[1]

- Течащата речна вода, срещайки се с морските вълни, образува подводна плитчина, разпознаваема по белите гребени на вълните.
- Морският прибой натрупва в устието на реката надводен пясъчен вал, който отделя устието на реката от морето.